# Горелик, Соломон Аронович
Соломон Аронович Горелик (1913—1941) — участник Советско-финской и Великой Отечественной войн, помощник командира танковой роты по технической части 1-го танкового полка 1-й отдельной танковой бригады 21-й армии Юго-Западного фронта, воентехник 1-го ранга, Герой Советского Союза.

## Биография
Родился 7 июля 1913 года в Бобруйске в семье рабочего кожевенника. Еврей. Кандидат в члены ВКП(б).
В 1927 году окончил 5 классов. Затем в 1929 году окончил профессионально-техническую школу по специальности токаря-инструментальщика и работал токарем.
В 17 лет Горелик переехал в Ленинград, где некоторое время работал токарем на граммофонной фабрике.
В Красной Армии с 10 декабря 1931 года по 1 июня 1933 года — курсант 1-й военной школы авиационных техников имени К. Е. Ворошилова. 1 июня 1933 года выпущен по специальности — техник танковый, с 14 июня 1933 года — слушатель Ленинградских броне-танковых курсов усовершенствования командного состава РККА имени тов. Бубнова. После окончания курсов, 14 февраля 1934 года был распределён в воинскую часть № 2543 Ленинградского военного округа в которой прослужил до апреля 1938 года. 23 апреля 1938 года переведён на должность начальника мастерской 2-го танкового батальона Отдельной тяжёлой танковой бригады Т-28. В составе этой воинской части участвовал в советско-финской войне. 21 августа 1940 года назначен на должность помощника командира роты по технической части 16-го танкового полка 8-й танковой дивизии.
С июня 1941 года — на фронте Великой Отечественной войны. В боях с немецкими войсками проявил высокое мужество и геройство. Он неоднократно эвакуировал с поля боя подбитые танки. Под шквальным огнём противника исправлял повреждения, а когда того требовала боевая обстановка, сам садился за рычаги и вёл машину в атаку, отлично выполняя обязанности водителя и командира танка.
На его счету числилось множество уничтоженных вражеских орудий, миномётов, пулемётных гнёзд, солдат и офицеров. 20 сентября 1941 года в бою под городом Богодуховом Харьковской области он лично уничтожил 8 орудий, 3 миномёта и подавил гусеницами своего танка несколько пулемётных гнёзд. В боях в районе Штеповки уничтожил 4 противотанковые пушки, 6 миномётов и более двух взводов немецкой пехоты. Во всех боях личным примером отваги увлекал за собой другие танковые экипажи. В атаках был только впереди.
23 октября 1941 года, на подступах к городу Белгороду, подтянув свежие силы, немцы вклинились в оборону наших войск на стыке стрелковых подразделений. 1-я отдельная танковая бригада получила приказ уничтожить прорвавшуюся к городу группировку противника. 5 боевых машин с десантом автоматчиков атаковали немцев. Впереди шёл тяжёлый танк КВ лейтенанта Н. П. Лисенкова, вёл его воентехник 1-го ранга Горелик. Танк ворвался на позицию вражеских артиллеристов, раздавил одно орудие, другое, как вдруг тяжёлый удар потряс его. 2 часа вели танкисты огонь из неподвижного танка, а когда кончились снаряды и патроны, отбивались гранатами. Немцы окружили машину, предложили экипажу сдаться в плен. Получив отказ, гитлеровцы подожгли её. Горелик сгорел вместе с командиром в подбитом танке в районе Болховца.
Указом Президиума Верховного Совета СССР «О присвоении звания Героя Советского Союза начальствующему составу Красной Армии» от 27 декабря 1941 года за «образцовое выполнение боевых заданий командования на фронте борьбы с немецкими захватчиками и проявленные при этом отвагу и геройство» воентехнику 1-го ранга Горелику Соломону Ароновичу присвоено звание Героя Советского Союза (посмертно).
Первоначально был похоронен в селе Стрелецкое, позднее перезахоронен в братской могиле на ул. Сумской в Белгороде. Также памятник-кенотаф установлен на могиле его отца Арон-Гирша Иоселевича Горелика на Преображенском еврейском кладбище в Санкт-Петербурге (участок 4/3 новый, могила № 1325).

## Воинские звания
- курсант (10.12.1931);
- техник танковый младший (01.06.1933);
- воентехник 2-го ранга (24.01.1936);
- воентехник 1-го ранга (10.07.1941)[4]

## Награды
- Герой Советского Союза (27.12.1941, медаль «Золотая Звезда»)[5];
- орден Ленина (27.12.1941)[5]

## Семья
- Отец — Арон-Гирш Иоселевич Горелик (1880—1964)[7]
- Жена — Александра Александровна Горелик[9]
- Дочь

## Память

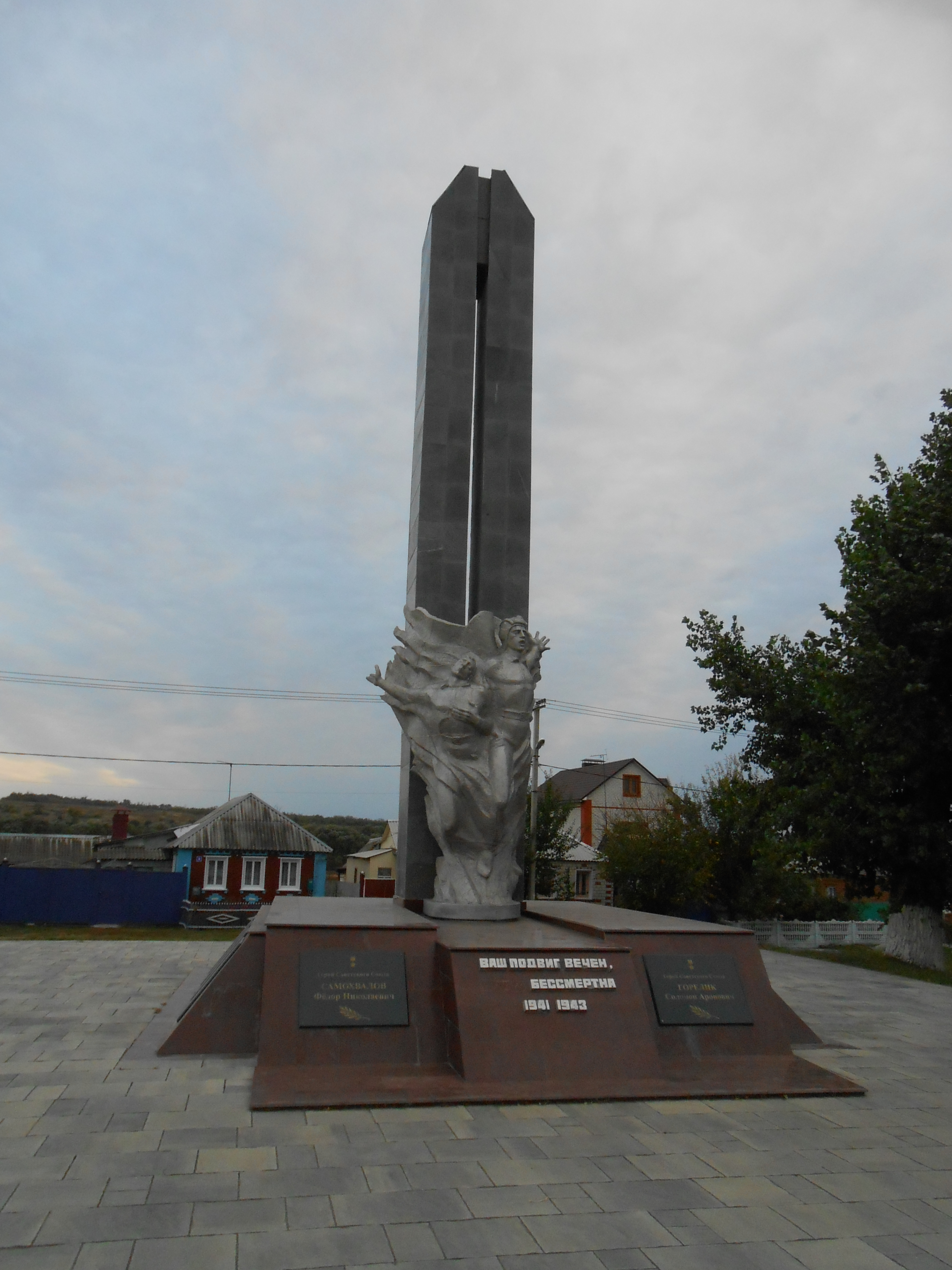
Братская могила 399 советских воинов, среди которых герои Советского Союза танкисты С. А. Горелик и Ф. Н. Самохвалов, г. Белгород

- В 1972 году его именем названа улица в городе Белгороде, на месте захоронения установлен памятник.
- В 2005 году его именем названа улица в родном городе Бобруйске в микрорайоне Киселевичи[10].